# UNSA Éducation
Pour les articles homonymes, voir Unsa.
UNSA Éducation est un syndicat français de l'éducation – ou plus précisément une fédération qui rassemble aujourd'hui 23 syndicats –, successeur de la Fédération de l'Éducation nationale (FEN) en décembre 2000. L'UNSA Éducation est affiliée à l'Union nationale des syndicats autonomes (UNSA) dont elle est une des cinq organisations fondatrices (1993).
La Fédération de l'Éducation nationale (fondée en 1928), dont elle est issue, a eu un rôle majeur dans l'histoire du système éducatif français et dans la création de plusieurs organismes d'économie sociale liés à l'éducation, tels que la MGEN (Mutuelle générale de l'Éducation nationale).
L'UNSA Éducation est présente dans tous les secteurs de l'éducation, de l'éducation populaire, de la recherche et de la culture (personnels enseignants, administratifs, techniques, ouvriers, de service, de santé et sociaux). Depuis les élections professionnelles de 1993, elle est, derrière la FSU, la deuxième fédération de l'Éducation nationale. L'UNSA Éducation siège au comité technique ministériel de l'Éducation nationale (4 sièges), de l'Enseignement supérieur (5 sièges), de la Jeunesse et des Sports (7 sièges), et de la Culture (1 siège, avec la CFTC).
L'UNSA Éducation, comme successeur de la FEN, siège dans les instances de plusieurs organisations associatives et coopératives de l'Éducation nationale : conseil d'administration de Solidarité Laïque, de l'ANATEEP, Arts et Vie, APAJH, JPA, par exemple.
Parmi les syndicats qui font partie de l'UNSA Éducation on trouve notamment :
- le Syndicat des enseignants - UNSA (SE-UNSA)
- le Syndicat national des personnels de direction de l'Éducation nationale (SNPDEN-UNSA), première organisation représentative dans ce corps[2]

- le SIEN-UNSA, chez les inspecteurs de l'Éducation nationale (IEN), première force représentative
- le Syndicat national des inspecteurs d'académie - inspecteurs pédagogiques régionaux (SNIA-IPR UNSA), première force représentative
- A&I UNSA, pour les personnels d'administration et d'intendance, première force représentative

Pour les personnels de l'enseignement supérieur et de la recherche plus spécifiquement :
- le SNPTES (personnels titulaires et contractuels de l'Éducation nationale, de l'Enseignement supérieur, de la Recherche et de la Culture), qui s'est réaffilié à  la fédération après l'avoir quittée de 2014 à 2021[3]
- Sup'Recherche-UNSA, pour les enseignants-chercheurs
- UNSA ITRF.Bi.O

## Fédération de branche de l'UNSA
L'UNSA Éducation s'inscrit dans la logique de fédération de branche de l'UNSA dont elle fut l'un des membres constitutifs en 1993. L'incontestable continuité juridique entre la FEN et l'UNSA Éducation (c'est le congrès de la FEN de Pau, en 2000, qui a modifié l'appellation de la fédération) n'empêche pas que le champ d'intervention de la FEN « historique » (1945-1992) et celui de l'UNSA-Éducation sont différents dans la mesure où, très logiquement, des transferts de compétences et de militants sont intervenus en direction de la structure interprofessionnelle (Alain Olive, secrétaire général de l'UNSA, est lui-même issu de l'équipe nationale de la FEN).
Un certain nombre de militants de l'UNSA éducation sont aussi sympathisants et militants des différents partis de gauche, dont le PS.

## Passage de la FEN à l'UNSA Éducation
Depuis la scission de 1992 qui avait fait voler en éclats l'unité organique, la FEN avait pris sa part au regroupement du syndicalisme autonome et avait notamment cofondé l'Union nationale des syndicats autonomes en 1993, dont les deux premiers secrétaires généraux successifs (Martine Le Gal et Alain Olive étaient d'ailleurs issus de ses rangs).
En 1998, l'arrivée à l'UNSA de militants venant de Force ouvrière et en désaccord majeur avec la ligne purement contestataire de Marc Blondel avait été l'occasion de donner un élan nouveau à une union interprofessionnelle jusque-là essentiellement présente dans la fonction publique et le secteur public (SNCF, RATP).

## Secrétaires généraux de l'UNSA Éducation
Est mentionné leur syndicat d'appartenance au moment de leur prise de fonction.
- 2000-2002 : Jean-Paul Roux (syndicat Administration & Intendance, A&I). Jean-Paul Roux prolongeait le mandat commencé comme secrétaire général de la FEN depuis 1997.
- 2002-2012 : Patrick Gonthier (Syndicat des enseignants-UNSA, SE-UNSA)[6]
- 2012-2018 : Laurent Escure (Syndicat des enseignants-UNSA, SE-UNSA)
- 2018-2024 : Frédéric Marchand (Syndicat des enseignants-UNSA, SE-UNSA)[7]
- 2024 - : Morgane Verviers (Syndicat des enseignants-UNSA, SE-UNSA)

## Affiliations internationales
Sur le plan international, l'UNSA Éducation est affiliée au Comité syndical européen de l'Éducation et à l'Internationale de l’éducation (IE), qui est la fédération de branche associée à la nouvelle Confédération syndicale internationale.

## Centre Henri-Aigueperse UNSA Éducation
Le Centre Henri-Aigueperse/UNSA Éducation (ou CHA/UNSA Éducation) est le centre de recherches, d'histoire sociale, de documentation et de formation de la fédération. Il a la forme d'une association loi de 1901 constituée des composantes de l'UNSA Éducation (syndicats nationaux et sections) et de membres associés (organisations laïques en particulier). Il a été constitué en 1986 en regroupant des structures antérieures (groupe d'histoire sociale, secteur « recherches », documentation, centre de formation).
Il assume, pour la fédération, toutes les activités de suivi des recherches (dans le cadre de l'IRES) comme en matière d'histoire sociale. Il publie trois fois par an une revue diffusée par abonnement : [R], la revue.
Chaque année depuis 1989, le prix Jean Maitron, créé par l'UNSA éducation, récompense un travail de recherche universitaire (niveau M1 ou M2). Les travaux doivent traiter l'histoire du monde ouvrier ou le syndicalisme. Le jury est présidé par l'historien Antoine Prost.